# Engenheiro Coelho
Engenheiro Coelho é um município brasileiro do estado de São Paulo. Sua população de acordo com o Censo 2022 (IBGE) era de 19 566 habitantes.

## História

### Origens
A atual cidade de Engenheiro Coelho tem origem no antigo povoado de Guaiquiçá, que fazia parte da fazenda do mesmo nome, de propriedade de Júlio Cardoso de Moraes. Os primeiros imigrantes chegaram da Bélgica em 1891 e instalaram-se no bairro dos Felipes, adquirindo a fazenda São Pedro em 1901.
Com a chegada da Estrada de Ferro Funilense na região, Pedro Hereman, para ver a produção de sua fazenda ser escoada, autorizou a construção de uma estação ferroviária, e a obra foi entregue ao engenheiro José Luiz Coelho. A estação foi inaugurada em 02/07/1912 com o nome de Guaiquiçá, sendo alterado posteriormente para Engenheiro Coelho, em homenagem à José Luiz Coelho.
Com a construção da estrada que liga Limeira a Mogi Mirim em meados de 1939 o povoado começa a se desenvolver.

### Formação territorial-administrativa
Histórico da formação do município:
- Distrito criado pela Lei nº 2.343 de 14/05/1980, com sede no bairro de mesmo nome, município de Artur Nogueira.
- Município criado pela Lei nº 7.664 de 30/12/1991, com território desmembrado do município de Artur Nogueira.

## Geografia
Localiza-se a uma latitude 22º29'18" sul e a uma longitude 47º12'54" oeste, estando a uma altitude de 655 metros. Possui uma área de 109,8 km².

## Demografia

### População
| Crescimento populacional                             | Crescimento populacional | Crescimento populacional | Crescimento populacional |
| Ano                                                  | População Total          |                          | %±                       |
| ---------------------------------------------------- | ------------------------ | ------------------------ | ------------------------ |
| 2000                                                 | 10 033                   |                          | —                        |
| 2010                                                 | 15 721                   |                          | 56,7%                    |
| 2022                                                 | 19 566                   |                          | 24,5%                    |
| Est. 2024                                            | 20 139                   | [ 13 ]                   | 2,9%                     |
| Fontes: Censos Demográficos IBGE e Estimativas SEADE |                          |                          |                          |

### Dados demográficos
Os dados do censo de 2010, de responsabilidade do Instituto Brasileiro de Geografia e Estatística (IBGE), apontavam que a população residente total naquele ano era de 15.721 habitantes, sendo que na zona urbana estavam 14.259 habitantes e na zona rural 2.220 habitantes. Deste universo de população, os homens totalizavam 9.149 e as mulheres totalizavam 7.330. A densidade demográfica, era de 87,93 habitantes por km².
Pelo Índice de Desenvolvimento Humano (IDH-M) de 2010, elaborado pelo Programa das Nações Unidas para o Desenvolvimento (PNUD), o município posicionava-se no extrato de desenvolvimento alto, com indicador de 0,792. Os segmentos do IDHM estavam da seguinte forma em 2010: renda, 0,724; longevidade, 0,793, e; educação: 0,895.

## Infraestrutura

### Comunicações
O sistema de telefones automáticos foi inaugurado na cidade em 1982 pela Telecomunicações de São Paulo (TELESP), que também implantou o sistema de discagem direta à distância (DDD) em 1982 com o código de área (0192).
Na década de 90 o código DDD da cidade foi alterado para (019), para padronização do sistema telefônico com a telefonia celular que estava sendo implantada em todo o estado.

### Educação
Na educação superior o município dispõe do principal campus do Centro Universitário Adventista de São Paulo (Unasp), uma instituição confessional-privada. A taxa de alfabetização em Engenheiro Coelho era de 88.71% da população em 2010.

### Saúde
Na mortalidade infantil, o índice de óbitos de crianças de até 1 ano (por mil), em 2010, era de 2,47. No mesmo ano, a taxa de fecundidade (filhos por mulher) era de 3,27. A expectativa de vida alcançava, naquele ano, 72,87 anos.
Nas infraestruturas de saúde, as referências são o Pronto Atendimento Imediato de Engenheiro Coelho (PAI-EC) e a Unidade Básica de Saúde Maria da Cruz Prates (UBS-MCP). Não há infraestuturas do tipo hospital-maternidade no município.

### Transportes
A principal via de ligação do município é a rodovia estadual SP-147, que liga o município a Mogi-Mirim (leste) e a Limeira (oeste). Outra via importante é a rodovia estadual SP-332, que liga o município de Engenheiro Coelho a Conchal (norte) e a Artur Nogueira (sul).

## Religião
O Cristianismo se faz presente na cidade da seguinte forma:

### Igreja Católica
- A igreja faz parte da Diocese de Limeira.[24]

### Igrejas Evangélicas
Entre as igrejas protestantes históricas, pentecostais e neopentecostais, encontram-se na cidade:
- Assembleia de Deus Ministério do Belém.[26][27]
- Congregação Cristã no Brasil.[28]
- Igreja Adventista do Sétimo Dia.[29]